# Myza
Myza és un gènere d'ocells de la família dels melifàgids (Meliphagidae).

## Taxonomia
Segons la Classificació del Congrés Ornitològic Internacional (versió 2.5, 2010) aquest gènere està format per dues espècies:
- Myza celebensis - menjamel d'ulleres.
- Myza sarasinorum - menjamel d'orelles rosades.